# 志田康雄
志田康雄（しだ やすお、1945年12月16日 - ）は日本の大蔵官僚、弁護士。大臣官房会計課長、広島国税局長、国土庁長官官房審議官（計画・調整局担当）、造幣局長、整理回収機構副社長、同機構代表取締役社長代行などを務めた。

## 来歴
大分県出身。大分県立四日市高等学校、東京大学法学部卒業。1968年 大蔵省入省（主税局国際租税課）。1973年7月 延岡税務署長。1974年7月 国税庁調査査察部調査課長補佐。その後は外務省在シンガポール日本国大使館で勤務。1989年7月 関税局国際機関課長。1991年6月 大臣官房会計課長。1992年6月26日 広島国税局長。1994年7月 国土庁長官官房審議官（計画・調整局担当）。1996年7月12日 造幣局長。1997年7月15日 退官。同年7月 地域振興整備公団理事。2000年7月 整理回収機構取締役副社長（〜2005年4月）。2005年4月 同機構代表取締役副社長（〜2006年6月）。2006年6月 同機構代表取締役社長代行（〜2011年6月）。2011年6月 同機構代表取締役副社長。2016年5月 公益財団法人大分県奨学会評議員。2017年6月 民間資金等活用事業推進機構監査役。

## 略歴
- 1968年4月：大蔵省入省（主税局国際租税課）。
- 1969年10月：大阪国税局調査部。
- 1970年8月：大臣官房調査企画課。
- 1971年7月：総理府内閣総理大臣官房審議室。
- 1973年7月：延岡税務署長。
- 1974年7月：国税庁調査査察部調査課長補佐。
- 1975年7月：関税局輸入課長補佐。
- 1976年7月：関税局付（外務研修）。
- 1977年5月：外務省在シンガポール日本国大使館二等書記官。
- 1978年4月：外務省在シンガポール日本国大使館一等書記官。
- 1980年7月：関税局国際第一課長補佐。
- 1982年6月：大臣官房企画官 兼 大臣官房日本専売公社監理官室長。
- 1983年6月：総理府国防会議事務局参事官。
- 1984年7月：内閣法制局参事官。
- 1989年7月：関税局国際機関課長。
- 1991年6月：大臣官房会計課長。
- 1992年6月26日：広島国税局長。
- 1994年7月：国土庁長官官房審議官（計画・調整局担当）。
- 1996年7月12日：造幣局長。
- 1997年7月15日：退官。